# Kongens Have (Odense)
 For alternative betydninger, se Kongens Have (flertydig). (Se også artikler, som begynder med Kongens Have)
Kongens Have er en park i det centrale Odense, beliggende over for Odense Banegård Center. Parken afgrænses af Jernbanegade mod vest og Østre Stationsvej mod nord. Arealet er ca. to hektar.
Den oprindelige barokke have, hvori Odense Slot ligger, blev anlagt omkring 1720 efter fransk forbillede. Haven blev anlagt som en aksehave med et centrum og symmetriske lige gange. Ca. 100 år senere blev den omlagt til engelsk romantisk havestil. Gangene blev nu gjort buede.
Haven blev købt af Odense Kommune i 1907, hvor den blev gjort tilgængelig for offentligheden. Indtil da var der et hegn om haven. Det blev fjernet i 1909, hvor der samtidig blev opsat elektriske lamper i haven. Parkens sydvestlige hjørne blev inddraget i 1914 til opførelsen af Odense Teater. Endnu en omlægning fandt sted i 1920, hvor der bl.a. fjernedes et vandbassin foran slottet. I 1980 anlagdes en staudehave vest for slottets hovedbygning, og i 2005 blev hele haven fredet. For at gøre haven mere tryg at færdes i efter mørkets frembrud, blev flere hække fældet i 2006.
Haven rummer en del fredede træer, der er over 100 år gamle, bl.a. rødbøg, tulipantræ og magnolie. Haven rummer to statuer. Foran slottet har der siden 1987 stået en statue af Frederik 7., som tidligere stod på Flakhaven. Ved indgang mod Østre Stationsvej og den gamle banegård har der siden 1912 stået en rytterstatue af Christian 9. Begge statuer blev rejst med midler fra Odenses befolkning.
Under besættelsen, 1. september 1940, samledes 35.000 borgere til demonstration i form af fællessang i Kongens Have. Også i dag udfylder haven en væsentlig rolle i byens liv. Hver sommer afholder Odense Kommune gratis torsdagskoncerter i haven med navne som Anne Linnet og Johnny Deluxe, ligesom parken danner ramme om andre kulturarrangementer. I julemåneden tænder byens spejdere 500 levende lys i haven.
I 2006 blev der udskrevet en arkitektkonkurrence om en omlægning af Kongens Have. Omlægningen, der ventes at koste omkring 15 mio. DKK, sker i etaper.